# Скерник, Абрахам
Абрахам Скерник (англ. Abraham Skernick; 4 июня 1923, Нью-Йорк — 13 декабря 1996, Блумингтон) — американский альтист.
Учился игре на скрипке у Джона Кинга Рузы (1874—1974), затем перешёл на альт, которым занимался под руководством Эмануэля Варди и Николая Молдавана. Окончил Бруклинский колледж.
В 1946—1948 гг. играл в Сент-Луисском симфоническом оркестре. В 1948—1949 гг. концертмейстер альтов в Балтиморском симфоническом оркестре, одновременно преподавал в Консерватории Пибоди. В 1949—1976 гг. концертмейстер альтов в Кливлендском оркестре. В качестве солиста в 1963 году записал со своим оркестром под управлением Джорджа Селла Концертную симфонию для скрипки и альта с оркестром Вольфганга Амадея Моцарта (скрипка — Рафаэль Друян), эта запись получила номинацию на премию «Грэмми». Одновременно в 1963—1976 гг. преподавал в Кливлендском институте музыки, в 1960-е гг. играл также в составе струнного квартета Миши Мишакова и в оркестре Фестиваля Казальса в Сан-Хуане. Участвовал в записи гобойного квартета Вольфганга Амадея Моцарта и рапсодий для гобоя, альта и фортепиано Чарльза Лефлера (с гобоистом Джоном Маком). В 1976—1991 гг. преподавал в Индианском университете в Блумингтоне.